# Cirkelhuset

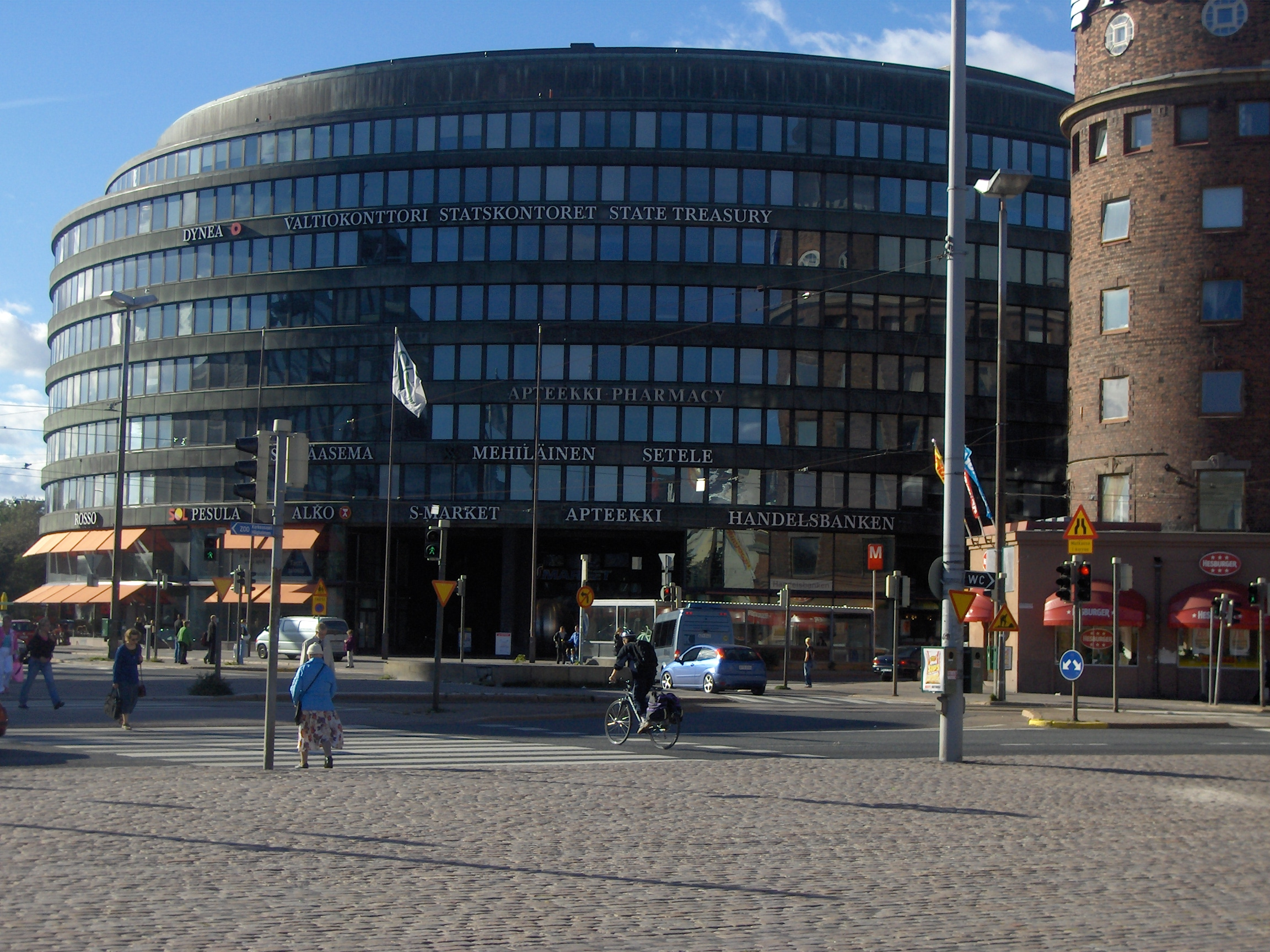
Cirkelhuset i Hagnäs

Cirkelhuset (finska: Ympyrätalo), även kallat Runda huset, är en cirkelformad landmärkesbyggnad på Broholmsgatan i stadsdelen Hagnäs i Helsingfors. Byggnaden är ritad av arkitekterna Heikki och Kaija Sirén och är resultatet av en inbjuden arkitekttävling. Byggnaden stod färdig år 1968 och grundrenoverades mellan åren 2002 och 2004. Numera ägs byggnaden av pensionsförsäkringsbolaget Ilmarinen.